# Future Nostalgia
Future Nostalgia (на български: Бъдеща носталгия) е вторият студиен албум на британската певица Дуа Липа, издаден на 27 март 2020 г. от Warner Music. Съдържа 11 песни.
На 2 декември 2019 г. певицата обявява, че през пролетта на 2020 ще се проведе едноименно световно турне по повод излизането на албума, като първият концерт ще се състои на 26 април 2020 г. в Мадрид.
На 24 март Липа съобщава, че поради пандемията от коронавирус турнето „Future Nostalgia“ ще бъде отложено за пролетта на 2021 г., като първият концерт ще бъде на 3 януари в Нюкасъл.
През октомври 2020 Дуа Липа заявява, ще турнето ще бъде отложено повторно, но този път – за есента на 2021 г.

## Списък с песни

### Оригинален траклист
1. Future Nostalgia
2. Don't Start Now
3. Cool
4. Physical
5. Levitating
6. Pretty Please
7. Halluciante
8. Love Again
9. Break My Heart
10. Good In Bed
11. Boys Will Be Boys

### Японско физическо издание
1. Don't Start Now (на живо от LA remix)
2. Don't Start Now (Purple Disco Machine remix)
3. Physical (Leo Zero Disco remix)

### Френско винил издание
1. Fever (с Angèle)

### Първо дигитално преиздание/Бонус издание
1. Levitating (с DaBaby)

### Второ дигитално преиздание/Френско CD издание
1. Fever (с Angèle)

### Японско бонус издание
1. Don't Start Now (Kungs Remix)
2. Good in Bed (Gen Hoshino remix) (unmixed)

### Club Future Nostalgia (DJ Mix)
1. Future Nostalgia (Joe Goddard Remix)
2. Cool (Jayda G Remix)
3. Good in Bed (Zach Witness and Gen Hoshino Remixes)
4. Pretty Please (Midland Refix)
5. Pretty Please (Masters at Work Remix)
6. Boys Will Be Boys (Zach Witness Remix)
7. Love Again (Horse Meat Disco Remix)
8. Break My Heart/Cosmic Girl (Dimitri from Paris Edit)
9. Levitating (The Blessed Madonna Remix с Мадона и Миси Елиът)
10. Hallucinate (Mr Fingers deep stripped mix)
11. Hallucinate (Paul Woolford Extended Remix)
12. Love Is Religion (The Blessed Madonna Remix)
13. Don't Start Now (Yaeji Remix)
14. Physical (Mark Ronson Remix с Гуен Стефани)
15. Kiss and Make Up (Remix с Блекпинк)
16. That Kind of Woman (Jacques Lu Cont Remix)
17. Break My Heart (Moodymann Remix)

### The Moonlight Edition
1. Fever (с Angèle)
2. We're Good
3. Prisoner (Майли Сайръс и Дуа Липа)
4. If It Ain't Me
5. That Kind of Woman
6. Not My Problem (с JID)
7. Levitating (с DaBaby)
8. Un Día (One Day) (с Джей Балвин, Bad Bunny и Tainy)